# 西岡神宮
西岡神宮（にしおかじんぐう）は、熊本県宇土市神馬町にある神社である。旧社格は郷社。

## 由緒
社伝によれば、和銅6年（713年）、元明天皇の勅願により宇土地域の総鎮護として中原（壇原）に創建された。はじめは春日大神と住吉大神の勧請であったが、承久3年（1048年）、関白藤原道隆により八幡宮を合わせて祀ったので三宮大明神と称することとなり、現在でも三宮さんの名で親しまれている。
中世には菊池氏、宇土氏、名和氏ら代々の領主の尊崇を受けたが、天正16年（1588年）に小西行長の社殿焼き討ちにあい、神体はしばらく山中に隠し祀られた。
慶長6年（1601年）、加藤清正により、現在の地に再興され、後の肥後熊本藩主・細川氏代々の崇拝、保護を受け現在に至る。奈良時代に創建され、約1,300年の社歴を有する古社である。

## 祭神

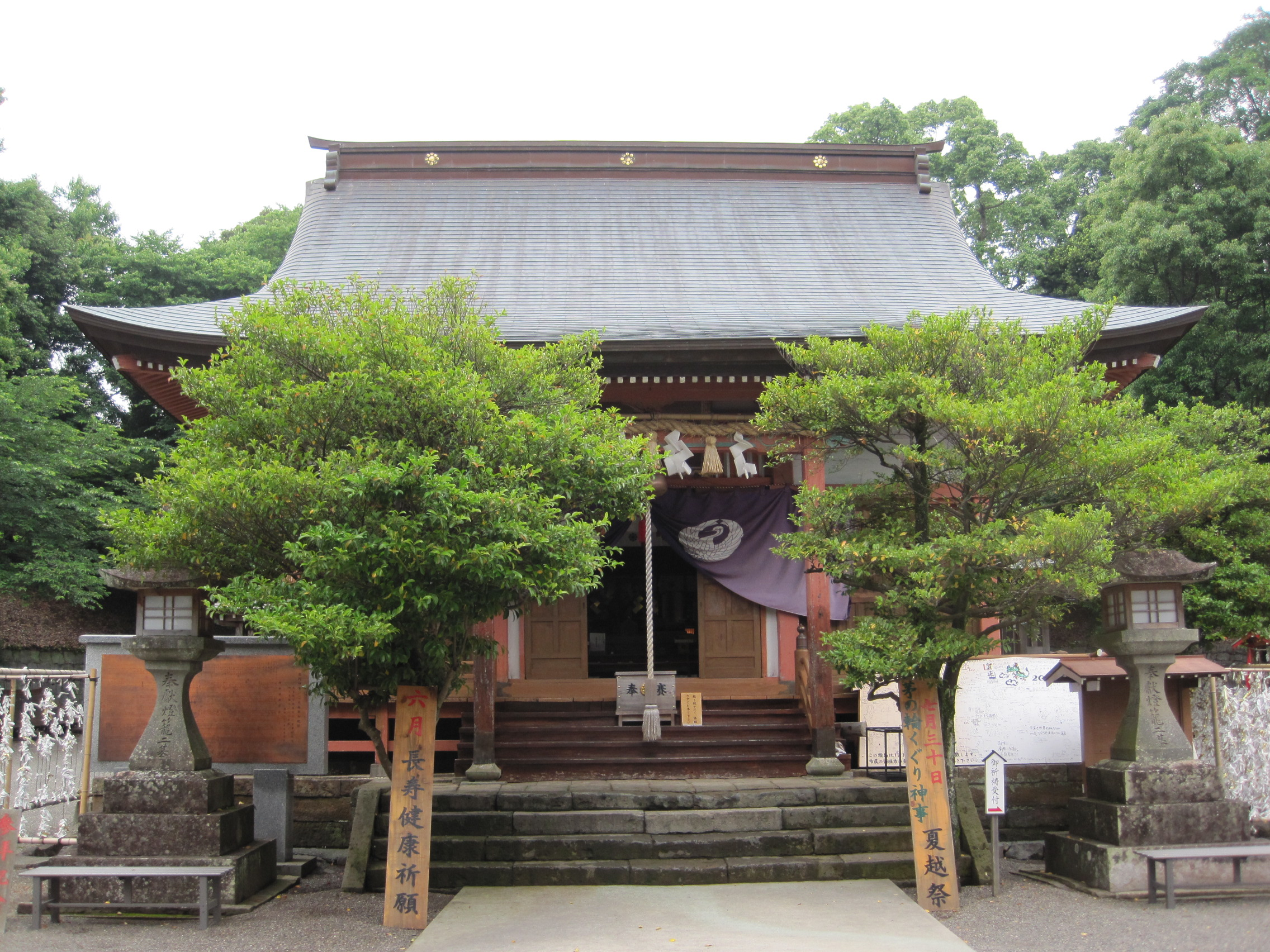
西岡神宮 本殿

- 一之宮（春日大神 - 天児屋根命）
- 二之宮（八幡大神 - 誉田別尊）
- 三之宮（住吉大神 - 住吉三神）

## 例祭日
- 10月18日 - 前夜祭（古代祭）
- 10月19日 - 大祭

## 境内社
- 東之相殿 - 別雷神他
- 西之相殿 - 武甕槌命他
- 稚児宮 - 少彦名神
- 祖霊社 - 大国主命

### 飛地境内社
- 椿原八幡宮　宇土市椿原町字和田ノ上584-1
- 神合神社　宇土市神合町字白山1075
- 宮庄八幡宮　宇土市宮庄町字居屋敷155
- 三蔵金刀比羅宮　宇土市宮庄町字三蔵谷523
- 石橋天満宮　宇土市石橋町字端谷403
- 神原日吉神社　宇土市神合町字山王平503
- 栗崎天満宮　宇土市栗崎町字天神平353
- 打越天満宮　宇土市栗崎町字上徳平863
- 厳島神社　宇土市神馬町字居屋敷86
- 山下神社　宇土市神馬町字千畳敷633
- 伊無田天満宮　宇土市伊無田町字北受443-1
- 浦上神社　宇城市不知火町浦上字居屋敷746
- 歳神社　宇城市不知火町小曽部西園1220
- 八王神社　宇城市不知火町小曽部字袖ノ原2064-1
- 龍神社　宇城市不知火町亀松字神ノ元526
- 野鶴神社　宇土市野鶴町字神木1014-1
- 尾上神社　宇土市恵塚町字屋敷546
- 尾上神社　宇土市恵塚町字尾ノ上596
- 馬之瀬天満宮　宇土市馬之瀬町字京泊141
- 厳島神社　宇土市新開町字新潟930
- 飯塚天満宮　宇土市恵塚町字東畑826
- 笹原厳島神社　宇土市笹原町字松崎1491
- 笹原天満宮　宇土市笹原町字松崎1491
- 加茂神社　宇土市城塚町字馬水234
- 菅原神社　宇土市城塚町字尾ノ上433
- 菅原神社　宇土市城塚町字中岩834
- 鶴見塚天満宮　宇土市野鶴町字桜畑1380
- 天神社　宇土市築篭町字道上89
- 三宮神社　宇土市北段原町字島ノ内129